# Kōfu, Tottori

Kōfu (江府町 Kōfu-chō?) este un oraș din Japonia, prefecturii Tottori.